# 奇拉岛
奇拉岛（西班牙語：Isla de Chira）是哥斯达黎加的一座岛屿，位于尼科亞灣最内部，滕皮斯克河出海口附近，面积约3000公顷。